# Songjianghe
Songjianghe är en köpinghuvudort i Kina. Den ligger i provinsen Jilin, i den nordöstra delen av landet, omkring 270 kilometer sydost om provinshuvudstaden Changchun. Songjianghe ligger 737 meter över havet och antalet invånare är 54 986. Befolkningen består av 27 128 kvinnor och 27 858 män. Barn under 15 år utgör 10,0 %, vuxna 15-64 år 77 %, och äldre över 65 år 11,0 %.
Runt Songjianghe är det ganska glesbefolkat, med 48 invånare per kvadratkilometer. Songjianghe är det största samhället i trakten. I omgivningarna runt Songjianghe växer i huvudsak blandskog.
Genomsnittlig årsnederbörd är 1 173 millimeter. Den regnigaste månaden är juli, med i genomsnitt 281 mm nederbörd, och den torraste är januari, med 12 mm nederbörd.